# Anochetus siphneus
Anochetus siphneus é uma espécie de formiga do gênero Anochetus, pertencente à subfamília Ponerinae.